# Seznam představitelů Jilemnice

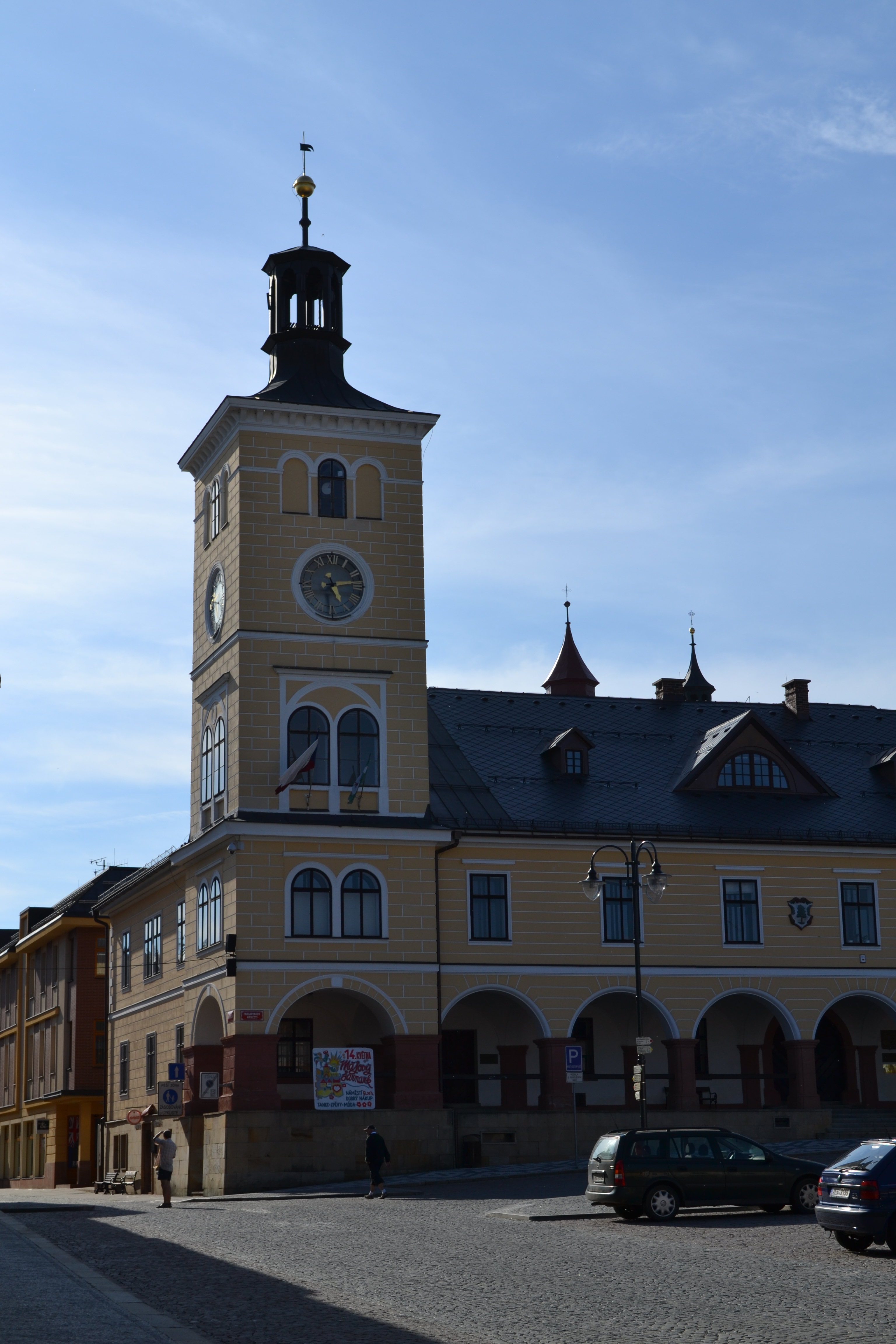
Jilemnická radnice - sídlo starosty

Post nejvyššího představitele města Jilemnice vystřídal tři pojmenování: purkmistr, starosta a předseda MNV. Od roku 1850 se nejvýše postavený úředník začal titulovat jako starosta, funkce předsedy Městského národního výboru se užívala od roku 1945 do 1990. 

## Seznam představitelů města Jilemnice

### Purkmistři hoření strany Jilemnice
V roce 1492 Heník z Valdštejna rozdělil jilemnické panství se svým strýcem Hynkem na dvě části - jilemnickou (horní část Jilemnice, vesnice Jilem, Hrabačov, Martinice, Purklín, Kruh, Roztoky, Jestřabí, Mříčná, Kundratice, Roprachtice, Sytová, Jablonec nad Jizerou) se sídlem na jilemnické tvrzi a štěpanickou (dolní polovina města, Víchová, Křižlice, Štěpanická Lhota, Mrklov, Branná, Javorek, Valteřice) se sídlem na štěpanickém hradu. Později úlohu Štěpanického hradu převzala hornobranská tvrz a od 16. století začínáme mluvit o branské části.
1. Jiřík Houžvička (1637–1660)[pozn. 1]
2. Jan Říha (1660–1675)
3. Samuel Lokaj (1675–1679)
4. Adam Erben (1679–1701)

### Purkmistři sloučené Jilemnice
V roce 1701 Harrachové skoupili oba rozdělené díly a spojili Jilemnici v jedno město.
1. Jan Hanuš (1701–1717)
2. Jiřík Jezdínský (1717–1719)
3. Jan Janata (1719–1751)
4. Josef Jírů (1757–1768)
5. Jiřík Kos (1768–1769)
6. Václav Janata (1769–1771)
7. Václav Beránek (1771–1774)
8. Jiřík Kos (1774–1796)
9. Josef Kos (1796–1799)
10. Václav Frank (1799–1800)
11. Jan Jírů (1800–1805)
12. Josef Robert Freyer (1805–1807)
13. Antonín Hanuš (1807–1810)
14. Václav Sedláček (1810–1836)
15. Hynek Lukše (1836–1842)
16. Hynek Gross (1842–1850)

### Starostové Jilemnice
1. Dominik Jerie (1850–1856) - odstoupil z protestu proti omezování práv městské samosprávy pod vlivem Bachova absolutismu
2. Hynek Gross (1854–1859)
3. Josef Knobloch (1859–1864)
4. Matěj Urfus (1864)
5. Rudolf Šaller (1864–1867) - odchod z důvodu potyček mezi mladočechy a staročechy
6. Josef Rosenberg (1867–1870)
7. Rudolf Šaller (1870–1875)
8. Václav Voves (1875–1885)
9. František Xaver Jerie (1885–1912)
10. JUDr. Karel Čermák (1912–1919)
11. Václav Kavan (1919–1923)
12. Josef Kubánek (1923–1924)
13. Antonín Nosek (1924–1931)
14. JUDr. Jan Hák (1931–1939)
15. JUDr. Josef Vancl (1939–1945)
16. Josef Faistauer (1945)

### Předsedové Městského národního výboru v Jilemnici
1. Josef Vik (5. 5. – 31. 5. 1945)
2. JUDr. Zdeněk Kovář (1945)
3. Stanislav Adamec (1945–1946)
4. JUDr. Zdeněk Kovář (1946–1947)
5. Josef Hendrych (1947 – únor 1948) [pozn. 2]
6. JUDr. Zdeněk Kovář (1948–1949)
7. František Bekr (1949–1954)
8. Jan Soukup (1954–1957)
9. Oldřich Višňák (1957–1960)
10. Slavomil Strnad (1960–1963)
11. Jan Luštinec (1963–1976)
12. Ing. Miloš Vejnar (1976–1981)
13. Josef Čmuchal (1981–1990)

### Starostové/starostky města Jilemnice
1. Mgr. Jaroslava Kunátová (1990–1998)
2. PaedDr. Václav Hartman (1998–2002)
3. Mgr. Jaroslava Kunátová (2002–2006)
4. Mgr. Vladimír Richter (2006–2014)
5. Mgr. Jana Čechová (2014–2018)
6. Mgr. Vladimír Richter (2018–2021)[3]
7. Bc. David Hlaváč (od 2021)